# Міжнародний кінофестиваль у Лачено (Італія)
Міжнародний неореалістичний кінофестиваль «Золотий Лачено» (італ. Festival del cinema neorealistico «Laceno d'oro») — кінофестиваль, заснований у 1959 році кінокритиком Камілло Маріно (1925—1999) та Джакомо Онофріо. Назва кінофестивалю походить від назви місцевості Лачено, хутора Баньолі-Ірпіно та однойменного озера в провінції Авелліно, де він відбувався вперше.

## Історія
Хутір Лачено виник у 1956 році, як курорт, куди приїжджали займатися спортом на свіжому повітрі. Італійський кінокритик, сценарист і журналіст Камілло Маріно, засновник відомого у всьому світі неореалістичного журналу авангардного та політичного кіно «Cinemasud», разом із кінорежисером П'єром Паоло Пазоліні та Джакомо Онофріо, у вересні 1959 року організував у Лачено фестиваль неореалістичного кіно. На першому кінофестивалі член журі П'єр Паоло Пазоліні вручив нагороду Мікеланджело Антоніоні за фільм «Крик» (1957), яка відтоді на всіх фестивалях перших років стала традиційною.
З 1966 року фестиваль відбувався в Авелліно та інших муніципалітетах провінції. Серед різних голів журі, які чергувалися роками, крім Маріно були Доменіко Реа, Карло Лідзані, Тінто Брас, Чезаре Дзаваттіні. 1988 рік став останнім роком цього фестивалю.
Через два роки після смерті Камілло Маріно, у 2001 році, була заснована нагорода «Премія Камілло Маріно — Золотий Лачено», а з 2007 року, за згодою спадкоємців засновників, вона публічно стала новим «Золотим Лачено». З 2008 року крім «Премії Камілло Маріно» почали присуджувати «Премію Джакомо Онофріо» найкращому акторові-дебютанту.

## Премії

### Золотий Лачено найкращому режисерові
- 1959 : «Крик» / (Il grido) — Ландо Будзанка[it]
- 1959 : «Капо»[it] / (Kapò) — Джилло Понтекорво
- 1963 : «Чотири дні Неаполя» / (Le quattro giornate di Napoli) — Нанні Лой
- 1964 : «Товариші» / (I compagni) — Маріо Монічеллі
- 1966 : «Суд у Вероні»[it] / (Il processo di Verona) — Карло Ліццані
- 1975 :  — Альберто Латтуада
- 1976 : «Площа Сан-Бабіла, 20 годин » / (San Babila ore 20: un delitto inutile) — Карло Ліццані
- 1977 : «Продане життя»[it] / (Una vita venduta) — Альдо Флоріо[it]
- 1977 : Ви повинні зійти з розуму / (Matti da slegare) — Сільвано Аґості[it]
- 1985 : «Обман»[it] / (Inganni) — Луїджі Факчіні[it]

### Золотий Лачено найкращому акторові
- 1974 : «Гра в правду»[it] / (Il gioco della verità) — Бекім Фехмію
- 1985 : «Обман»[it] / (Inganni) —Бруно Занін[it]

### Золотий Лачено найкращій акторці
- 1985 : «Міранда» / (Miranda) — Серена Ґранді
- 1988 : / (Donna d'ombra) — Анна Бонаюто

### Золотий Лачено молодому акторові
- 2004 : «Дівчина з Парми» / (La parmigiana)) — Ландо Будзанка[it]

### Золотий таріль
- 1983 : «Ключ» / (La chiave)) — Стефанія Сандреллі

### Премія Камілло Маріно за життєві досягнення
- 2001 — Етторе Скола
- 2002 — Джилло Понтекорво
- 2003 — Antonietta De Lillo, Aurelio Grimaldi
- 2004 — Vincenzo Marra
- 2005 — Ken Loach
- 2006 — Jean-Pierre e Luc Dardenne
- 2007 — Marco Bellocchio
- 2008 — Лоран Канте
- 2009 — Паоло і Вітторіо Тавіані
- 2016 — Амір Надері[en]

### Премія П'єра Паоло Пазоліні за життєві досягнення
- 2018 — Стефан Брізе